# Paculla globosa
Espèce
Paculla globosa est une espèce d'araignées aranéomorphes de la famille des Pacullidae.

## Distribution
Cette espèce est endémique de Singapour. Elle se rencontre dans la réserve naturelle de Bukit Timah.

## Description
Le mâle holotype mesure 4,40 mm et la femelle paratype 4,50 mm.

## Publication originale
- Lin, Koh, Koponen & Li, 2017 : Taxonomic notes on the armored spiders of the families Pacullidae and Tetrablemmidae (Arachnida, Araneae) from Singapore. ZooKeys, no 661, p. 15-60.